# ソルスティスミュージック
ソルスティスミュージック（Solstice Music）は、エレクトロニックミュージックのパーティーのオーガナイザーである。

## 概要
1996年にカナダのバンクーバーでイベントのプロデュースから始まり1、1998年に活動拠点を東京に移動した。その後数々のイベントのプロデュース、海外アーティストの招聘、CD・レコードの制作、販売、プロデュース等の活動を行っている。

## 年表
- 1996年 - カナダ・バンクーバーにて活動を開始。2年間に渡り、人気クラブにて毎週金曜日にレギュラーイベントをプロデュース。
- 1998年 - 東京に活動拠点を移動。その後1～2ヶ月に一度の割合で主催イベントを企画制作し、瞬く間に日本有数の人気イベントへと成長。
  - 4月 - 組織を会社化。同じく4月にスイスの有名時計ブランドタグ・ホイヤーの音楽イベントを企画制作。
- 1999年10月9・10日 - 野外フェスティバル「SOLSTICE MUSIC FESTIVAL 1999」@宝台樹キャンプ場を開催。
- 2000年
  - 2月 - フェンディのファッションショーにおいて音楽プロデュースを担当。
  - 4月 - スイスの有名時計ブランドタグ・ホイヤーの音楽イベントを企画制作。
  - 7月21・22・23日 - 野外フェスティバル「SOLSTICE MUSIC FESTIVAL 2000」@表富士グリーンキャンプ場を開催。
  - 8月 - レコードレーベルとしての活動をスタート。
  - 9月 - 日蘭交流流400周年の記念イベントの企画制作を担当。
  - 年末にトランス/テクノ/ハウス/ヒップホップの4ジャンル共同で行われた巨大カウントダウンイベントにて、トランスゾーンの企画制作を担当し、イベント全体の動員数25,000人のうち12,000人を集客。
- 2001年
  - 6月 - SONY PlayStation 2「グランツーリスモ3 A-spec」のリリースパーティーを企画制作。
  - 7月20・21・22日 - 野外フェスティバル「SOLSTICE MUSIC FESTIVAL 2001」@本栖ハイランドを開催。
  - 8月 - 巨大ロックフェスティバル「サマーソニック」夜の部として行われたクラブイベントへのアーティスト招聘をコーディネート。
  - 12月 - 主催したカウントダウンイベントにて、それぞれ12,000人を動員。12のイベントをプロデュースし、6枚のCDをリリース。
- 2002年
  - 2月 - フランス・パリにSOLSTICE EUROPEを設立。
  - 5月 - 今は亡き伝説のメジャーパンクロックミュージシャンhide(X JAPAN)の、エレクトロニックミュージック版リミックスアルバムをプロデュース。
  - 6月 - サッカー「2002 FIFAワールドカップ」大会事務局のオフィシャルパーティーの制作を担当。
  - 7月19･20･21日 - 野外フェスティバル「SOLSTICE MUSIC FESTIVAL 2002」@本栖ハイランドを開催。12,000人を動員。
  - 12月 - カウントダウンイベントを主催。12,000人動員。
  - 2002年中に14のイベントをプロデュースし、8枚のCDと2枚の12インチシングルをリリース。
- 2003年
  - 4月 - SKY PERFECT TV!にてダンスミュージック専門チャンネル「SOL-TV」のプロデュースを開始。
  - 7月 - 野外フェスティバル「SOLSTICE MUSIC FESTIVAL 2003」が中止。
  - 7月 -フジロック・フェスティバル03のオールナイトフジにアーティスト招聘をコーディネイト。
  - 8月 - サマーソニック03の夜の部として行われたクラブイベントにアーティスト招聘をコーディネイト。
  - 2003年中に16のイベントをプロデュースし、12枚のCDをリリース。
- 2004年
  - 1月 - フランス・カンヌで開催された国際音楽コンベンション「MIDEM」にて、INDEX CORPORATIONとの共同プロジェクト「RAIJIN RECORDS」のオフィシャルショーケースをプロデュース。
  - 7月 - フジロック・フェスティバル04にアーティスト招聘をコーディネート。SONY PlayStation 2の超人気ゲームソフト最新作グランツーリスモ4の日本版のオープニングトラックやBGM音源の一部をプロデュース。[注釈 1]
  - 9月4･5日 - 野外フェスティバル「The Archaic Revival 2004」@栃木くろばねスプリングスを開催。
  - 2004年中に15のイベントをプロデュースし、15枚のCDをリリース。
- 2005年
  - 6月に発売されたオリンパスのハードディスク式携帯型ミュージックプレイヤー「m:robe/MR-102」のプリセット音源の一部をプロデュース。
  - 7月22・23・24日 - 野外フェスティバル「SOLSTICE MUSIC FESTIVAL 2005」@岐阜めいほう高原明宝スキー場を開催。
  - 7月 - フジロック・フェスティバル04にアーティスト招聘をコーディネート。SONY PlayStation 2の最新ゲームソフトツーリスト・トロフィーのBGM音源の一部をプロデュース。[注釈 2]
  - 11月26日 - TIP.WORLD TOUR 2005 IN OSAKA[注釈 3][出典無効]
  - 2005年中に13のイベントをプロデュースし、20枚のCDをリリース。
- 2006年
  - 4月 - イギリスの老舗ファッション・ブランド「Aquascutum」のレセプション・パーティーを一部コーディネート（音楽・映像演出）
  - 6月3日 - 野外フェスティバル「SPUN FIELD 2006」@妙高杉ノ原スキー場を開催。
  - 7月15・16・17日 - 野外フェスティバル「SOLSTICE MUSIC FESTIVAL 2006」@妙高杉ノ原スキー場を開催。
  - 2006年中に15のイベントをプロデュースし、16枚のCDをリリース。
- 2007年
  - 4月 - 人気ランジェリー・ブランド「Lagunamoon」と女性誌ファッション誌「S-Cawaii!」とのコラボレーションCDの制作、およびリリース・パーティーを一部コーディネート（音楽・映像演出）。
  - 7月14・15日 - 野外フェスティバル「SOLSTICE MUSIC FESTIVAL 2007」@横浜港シンボルタワーが中止。
  - 9月29・30日 - 野外フェスティバル「SOLSTICE MUSIC FESTIVAL 2007」@横浜港シンボルタワーを開催。
  - 11月 - レッドブル・ジャパン社主催の航空パフォーマンス・ショー、「Red Bull Flight Performance in Yokohama」のグランド・オペレーションを担当。
  - 12月 - SONY PlayStation 3「グランツーリスモ5」のリリースパーティーを企画制作。[注釈 4][出典無効]
  - 2007年中に10のイベントをプロデュースし、15枚のCDをリリース
- 2008年
  - 5月 - レッドブル・ジャパン主催リフティング & DJバトル 「ストリートスタイル」の企画制作及び当日の運営を一部サポート。
  - 6月 - レッドブル・ジャパン主催横浜国際マリンエンターテイメントショー内、フリーススタイルモトクロス「FMX」パフォーマンスの企画制作及び当日の運営を一部サポート。
  - 7月 - レッドブル・ジャパン主催航空パフォーマンス・ショー、「Red Bull Flight Performance in Yokohama」の企画制作及び当日の運営を一部サポート。[注釈 5][出典無効]
  - 8月8・9・10・11日 - 野外フェスティバル「SOLSTICE MUSIC FESTIVAL 2008」-smf’08 @めいほう高原めいほうスキー場[1]
  - 2008年中に13のイベントをプロデュース、1枚のDVD、一冊の写真集をリリース。
- 2009年 - 2011年
  - 6月 - 千葉県千葉市海浜幕張公演にてビッグビーチフェスティバルのイベントを企画・制作プロデュース。[注釈 6][出典無効]
- 2012年 - 2013年
  - 6月 - 千葉県千葉市海浜幕張公演にてビッグビーチフェスティバルのイベントを企画・制作プロデュース。[注釈 7][出典無効]
  - 小室哲哉プロデュースの「globe」メンバー「マーク・パンサー」のブッキングエージェント・マネージメント。
- 2015年
  - 8月29・30日 - 野外フェスティバル「SOLSTICE MUSIC FESTIVAL 2015」@自転車の国 サイクルスポーツセンターを開催。
- 2016年
  - 7月16日 - 野外フェスティバル「SOLSTICE MUSIC FESTIVAL 2016」@幕張海浜公園を開催。